# Stonogobiops pentafasciata
Stonogobiops pentafasciata is een straalvinnige vissensoort uit de familie van grondels (Gobiidae). De wetenschappelijke naam van de soort is voor het eerst geldig gepubliceerd in 1994 door Iwata & Hirata.